# Les Lapins Superstars
Les Lapins Superstars sind eine französische Brassband, die 2007 in Paris gegründet wurde und aus mehr als 20 Männern und Frauen besteht.

## Musik
Das Repertoire der Bigband reicht von Jazz über Funk bis hin zu Afrobeat, Salsa, Reggae, Hip-Hop und Rap. Darüber hinaus vereinen sie verschiedenste musikalische Einflüsse aus der Vergangenheit und Gegenwart.

## Auftritte
Les Lapins Superstars spielen zu unterschiedlichen Gelegenheiten, oft auch Freikonzerte, und an den verschiedensten Orten: Auf der Straße, in Bars, Konzerthallen, Festivals etc. nicht nur in Frankreich, sondern in ganz Europa und z. T. auch in Übersee: Kolumbien, Kanada, Irland, Spanien, Portugal, Österreich, Belgien, England, Italien, Niederlande, Russland, Deutschland, Kroatien, Serbien, Slowenien.
Die Gruppe erhielt bei ihrer Teilnahme am Saint Patrick’s Day in Dublin 2011 gleich zwei Preise für die „Best Adult Band“ und „Best Spirit of the Parade“ – als die beste Erwachsenen-Band und bestes Temperament mit der besten Stimmungsmache der Parade. Ihr Auftritt bei der Internationalen Jazzwoche Burghausen 2016 wurde auch auf ARD-alpha gesendet.

## Besetzung
Stand: 2016

4 Trompeten, 4 Posaunen, 8 Saxophone, 3 Tubas, 1 Sousaphon, 1 Große Trommel, 1 Kleine Trommel, 1 Congas/Bongos

## Diskografie
- Let’s Kick It!

## Auszeichnungen
- 2011: Saint Patrick’s Day (Dublin) „Best Adult Band“ und „Best Spirit of the Parade“.[3]